# ناتالي ماري
ناتالي ماري (بالفرنسية: Nathalie Marie)‏ هي كاياكيرة فرنسية، ولدت في 21 يونيو 1976 في سان لو في فرنسا.

## وصلات خارجية
- ناتالي ماري على موقع اللجنة الأولمبية الدولية (الإنجليزية)
- ناتالي ماري على موقع أوليمبيديا (الإنجليزية)